# 因卡角
62°18′S 59°12′W / 62.300°S 59.200°W

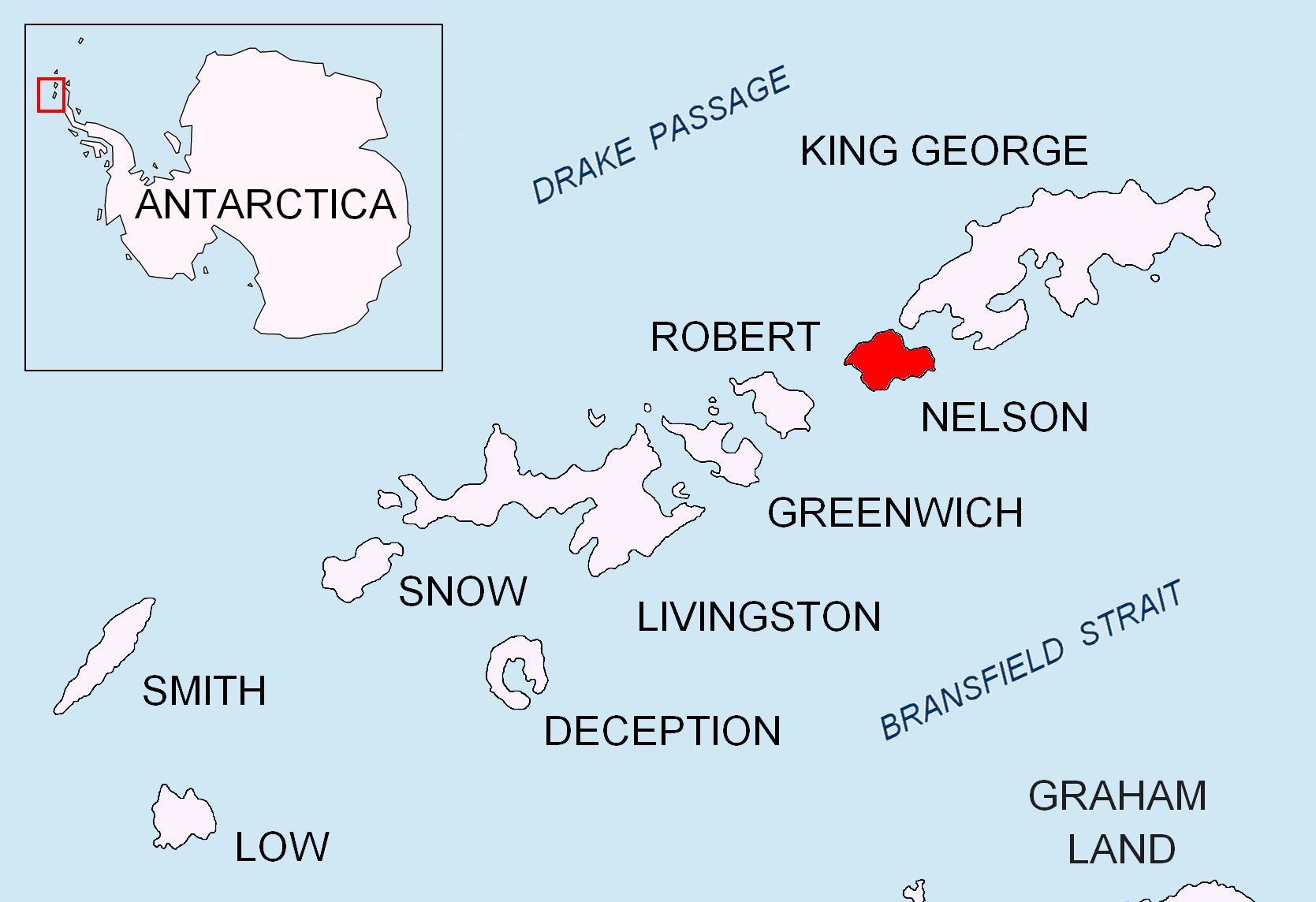

因卡角（西班牙語：Punta Inca），是南極洲的海岬，位於南設得蘭群島的納爾遜島，處於哈默尼灣西北面，在1957年被繪入阿根廷政府地圖，現時由南極條約體系管理。